# Giorgi Mamardasjvili
Giorgi Mamardasjvili (Georgisch: გიორგი მამარდაშვილი) (Tbilisi, 29 september 2000) is een Georgisch voetballer die als doelman speelt. Hij staat onder contract bij Liverpool FC. Mamardasjvili debuteerde in 2021 in het Georgisch voetbalelftal.

## Clubcarrière
Mamardasjvili genoot zijn jeugdopleiding bij FK Gagra en Dinamo Tbilisi. Laatstgenoemde club verhuurde hem in 2019 aan FC Roestavi. In januari 2020 volgde een tweede verhuurperiode, ditmaal voor anderhalf jaar bij Lokomotivi Tbilisi. Dinamo Tbilisi verhuurde Mamardasjvili in juli 2021 voor een jaar aan Valencia, dat een aankoopoptie bedong in het huurcontract. De Georgiër werd aanvankelijk gezien als een versterking voor Valencia Mestalla (het tweede elftal van de club in de Tercera División RFEF). Hij maakte in de voorbereiding echter zoveel indruk op trainer José Bordalás dat hij tijdens de eerste wedstrijd van het seizoen 2021/22 de voorkeur kreeg boven doelman Jasper Cillessen in het eerste team, tegen Getafe. Na zes wedstrijden verloor Mamardasjvili zijn positie aan de Nederlander, maar in februari 2022 won hij hem weer terug. Valencia had in december de koopoptie in zijn contract inmiddels gelicht. Nadat Cillessen in de zomer van 2022 de club verliet, miste Mamardasjvili in 2022/23 geen wedstrijd.

## Clubstatistieken
| Seizoen | Club                 | Competitie       | Competitie | Competitie | Beker | Beker | Internationaal | Internationaal | Totaal | Totaal |
| Seizoen | Club                 | Competitie       | Wed.       | Dlp.       | Wed.  | Dlp.  | Wed.           | Dlp.           | Wed.   | Dlp.   |
| ------- | -------------------- | ---------------- | ---------- | ---------- | ----- | ----- | -------------- | -------------- | ------ | ------ |
| 2018    | Dinamo Tbilisi       | Erovnuli Liga    | 0          | 0          | 0     | 0     | 0              | 0              | 0      | 0      |
| 2019    | → FC Roestavi        | Erovnuli Liga    | 28         | 0          | 2     | 0     | —              | —              | 30     | 0      |
| 2020    | → Lokomotivi Tbilisi | Erovnuli Liga    | 11         | 0          | 1     | 0     | 3              | 0              | 15     | 0      |
| 2021    | → Lokomotivi Tbilisi | Erovnuli Liga    | 18         | 0          | 2     | 0     | —              | —              | 20     | 0      |
| 2021/22 | → Valencia           | Primera División | 6          | 0          | 0     | 0     | —              | —              | 6      | 0      |
| 2021/22 | Valencia             | Primera División | 12         | 0          | 3     | 0     | —              | —              | 15     | 0      |
| 2022/23 | Valencia             | Primera División | 38         | 0          | 3     | 0     | —              | —              | 41     | 0      |
| Totaal  | Totaal               | Totaal           | 113        | 0          | 11    | 0     | 3              | 0              | 127    | 0      |

Bijgewerkt t/m 31 juli 2023.

## Interlandcarrière
Mamardasjvili maakte op 8 september 2021 zijn interlanddebuut voor Georgië, in een oefeninterland tegen Bulgarije (4–1-verlies). Mamardasjvili werd op 22 mei 2024 door bondscoach Willy Sagnol opgenomen in de Georgische selectie voor het EK 2024 in Duitsland. Georgië eindigde bij zijn eerste deelname als derde in een groep met Turkije, Tsjechië en Portugal, waarna het in de achtste finales met 4–1 verloor van Spanje. Mamardasjvili miste op het toernooi geen minuut aan speeltijd en werd bij een 1–1 gelijkspel tegen Tsjechië uitgeroepen tot Speler van de Wedstrijd.